# Sumber Rejo (Megang Sakti)
Sumber Rejo is een bestuurslaag in het regentschap Musi Rawas van de provincie Zuid-Sumatra, Indonesië. Sumber Rejo telt 3928 inwoners (volkstelling 2010).